# NGC 6467
NGC 6467 ist eine Spiralgalaxie vom Hubble-Typ S? im Sternbild Drache am Nordsternhimmel. Sie ist schätzungsweise 143 Millionen Lichtjahre von der Milchstraße entfernt und hat einen Durchmesser von etwa 105.000 Lichtjahren.
Sie gilt als Mitglied der sechs Galaxien zählenden NGC 6500-Gruppe (LGG 414).
Das Objekt wurde am 2. Juni 1864 von Albert Marth entdeckt. NGC 6467 und NGC 6468 wurden von Marth in der gleichen Nacht entdeckt und mit einer nur geringen Positionsdifferenz nahezu identisch beschrieben. Einzelne moderne Kataloge vermuten daher für NGC 6468 eine Beobachtung von IC 1268 (20′ weiter südlich), in der Mehrheit werden beide NCG-Nummern jedoch gleichgesetzt.